# Universitätsbibliothek Magdeburg
Die Universitätsbibliothek Magdeburg ist die wissenschaftliche Bibliothek der Otto-von-Guericke-Universität in Magdeburg. In Sachsen-Anhalt ist sie mit 1,2 Mio. Medieneinheiten die zweitgrößte Bibliothek nach der ULB Halle. Das Gebäude steht direkt gegenüber dem Universitätsrechenzentrum und der Mensa am zentralen Platz des Campus.

## Geschichte
Die Universitätsbibliothek der Otto-von-Guericke-Universität Magdeburg ist durch die Zusammenlegung der ehemaligen Bibliotheken der Technischen Universität, der Pädagogischen Hochschule und der Medizinischen Akademie im Jahre 1993 entstanden.

### Bibliothek der Technischen Universität
Im Jahr 1953 wurde die Hochschule für Schwermaschinenbau Magdeburg gegründet. In diesem Zusammenhang erfolgte der Aufbau einer Hochschulbibliothek. Sie wurde im Gebäude „Am Krökentor 2“ eingerichtet. Ab 1969 kamen diverse Zweigbibliotheken (Bereiche Maschinenbau, Apparate- und Anlagenbau, Gesellschaftswissenschaften, Elektrotechnik/Elektronik und Werkstoffwissenschaften) hinzu. Bis Ende 1976 war der Bestand auf nahezu 170.000 Bände angewachsen, hinzu kamen über 2000 laufende Zeitschriftentitel. Der große Platzmangel wurde provisorisch dadurch bekämpft, dass die Magazine auf den Fluren des Gebäudes eingerichtet wurden. Durch die daraus resultierende hohe Deckenbelastung wurde bis Mai 1983 ein Umzug der Bibliothek in die alte Mensa und in ein Wohnheim verfügt. Am 20. September 1984 wurde eine polytechnische Patentbibliothek als Abteilung der Hochschulbibliothek eröffnet. Als die Technische Hochschule Otto-von-Guericke 1987 den Status einer Technischen Universität erhielt, wurde aus der Hochschulbibliothek eine Universitätsbibliothek.

### Bibliothek der Medizinischen Akademie
Die Medizinische Akademie Magdeburg wurde im Jahre 1954 gegründet. Im selben Jahr noch wurde mit dem Aufbau einer Lehrbuchsammlung begonnen. Ab 1959 befand sich die Bibliothek im Gebäude des Zentralen Hörsaales der Medizinischen Akademie.
Im Jahre 1969 wurde die Bibliothek als erste Hochschulbibliothek in der DDR zur Medizinischen Bezirksbibliothek. Damit war sie unter anderem verantwortlich für die Literatur- und Informationsversorgung der Einrichtungen des Gesundheitswesens im damaligen Bezirk Magdeburg. 1985 zog die Bibliothek in das neue Mensagebäude.

### Bibliothek der Pädagogischen Hochschule
Die Bibliothek wurde 1963 gegründet. Bei der Hochschulgründung bestand die Bibliothek bereits 10 Jahre als Institutsbibliothek.
Im Jahr 1985 wurde das Bibliotheksgebäude umfassend renoviert. In diesem Zusammenhang erfolgte das Umrüsten der Bücherei zu einer Freihandbibliothek.

### Zusammenlegung
Im Jahre 1993 erfolgte die Zusammenlegung der drei Bibliotheken. Aus der Universitätsbibliothek der Technischen Universität wurde die Hauptbibliothek, die Hochschulbibliothek der Pädagogischen Hochschule wurde Fakultätsbibliothek für Geistes-, Sozial- und Erziehungswissenschaften und die Zentrale Bibliothek der Medizinischen Akademie nannte sich ab sofort Medizinische Zentralbibliothek.
Die Zeit nach der Zusammenlegung der Bibliotheken war vom Baugeschehen und von der Umstellung auf EDV geprägt.
Zuerst wurde zur Unterbringung der Fakultätsbibliothek für Geistes-, Sozial- und Erziehungswissenschaften in den Jahren 1993/94 eine Übergangslösung geschaffen. Eine unerlässlich gewordene räumliche Erweiterung der Medizinischen Zentralbibliothek konnte 1994 schrittweise begonnen werden. Von 1995 bis 1997 erfolgte die Rekonstruktion der Hauptbibliothek. Mit der Eröffnung des Bibliotheksneubaus 2003 schließlich wurde die Hauptbibliothek auch räumlich mit der Fakultätsbibliothek für Geistes-, Sozial- und Erziehungswissenschaften zusammengelegt. Die Medizinische Zentralbibliothek befindet sich weiterhin auf dem Gelände des Universitätsklinikums und arbeitet unabhängig von der Universitätsbibliothek.
Seit 1993 verwenden die Hauptbibliothek und die Medizinische Zentralbibliothek die PICA-Software. Die Fakultätsbibliothek arbeitete zunächst noch mit Allegro, später wurde ebenfalls auf PICA umgestellt.

## Bestand

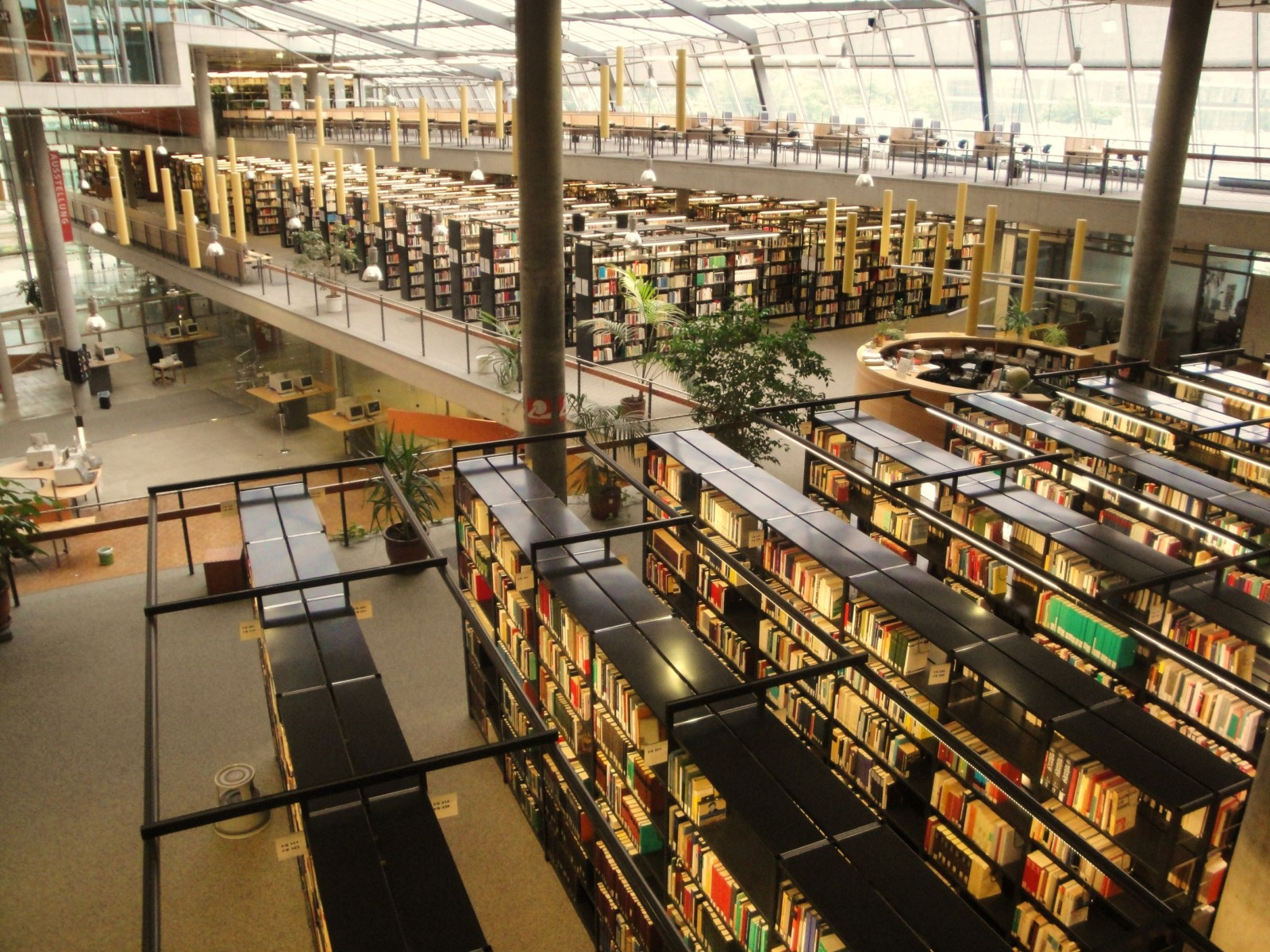
Blick auf die Ebene der Humanwissenschaften

2022 befanden sich 847.687 gedruckte Bände und 425.327 E-Books im Besitz der Bibliothek. 341 Print- und 26.754 elektronische Zeitschriften im Abonnement ergänzen das Angebot.
Die Bibliothek hat 1996 die Privatbibliothek des deutschen Literaturwissenschaftlers Walther Killy (1927–1995) erworben. Diese Spezialsammlung umfasst 6.414 Titel aus den Erscheinungsjahren von 1557 bis 1995. Bestandteil der Killy-Bibliothek ist eine Paul-Celan-Sammlung mit vielen Widmungsexemplaren.
Der emeritierte Direktor der Orthopädischen Universitätsklinik Magdeburg, Wolfram Neumann und seine Frau Ute Neumann haben der Universitätsbibliothek Magdeburg zur Eröffnung des Bibliotheksneubaus 2003 mehr als 500 Buchreihen mit etwa 20.000 Exemplaren gestiftet. Hervorzuheben ist die in der Stiftung Neumann enthaltene, fast vollständige Insel-Bücherei – inklusive des sehr seltenen Bandes 313 (Kayser: Gedichte des deutschen Barock).

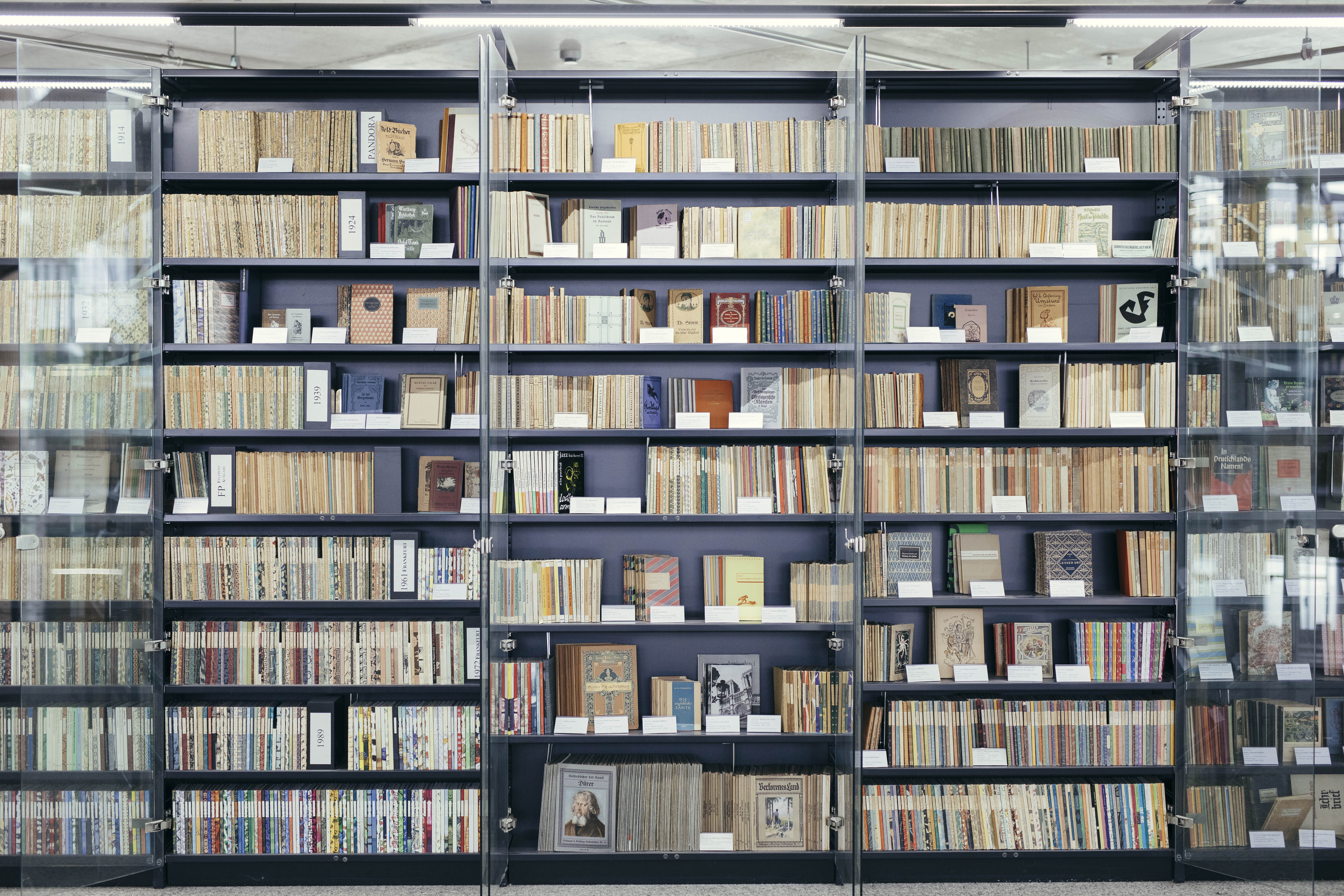
Stiftung Neumann

## Benutzung
Im Jahr 2022 hatte die Bibliothek etwa 23.600 aktive Nutzer (bei einer Studierendenzahl von über 18.000). Da es sich um eine öffentlich zugängliche Bibliothek handelt, ist die Anmeldung für alle Personen über 16 Jahren möglich.
|                                 | 2010        | 2011        | 2013        | 2014        | 2015        | 2016        | 2017        | 2018        | 2019        | 2020        | 2022        |
| ------------------------------- | ----------- | ----------- | ----------- | ----------- | ----------- | ----------- | ----------- | ----------- | ----------- | ----------- | ----------- |
| Bände (print)                   | 1.208.498   | 1.220.366   | 1.216.118   | 1.213.514   | 1.219.010   | 1.210.150   | 1.201.609   | 1.182.960   | 1.164.481   | 1.155.500   | 847.687     |
| E-Books                         |             |             | 531.899     | 660.713     | 645.973     | 714.873     | 750.275     | 372.298     | 424.325     | 483.710     | 425.327     |
| lfd. Zeitschriften print        | 1.142       | 1.312       | 1.070       | 1.001       | 955         | 1.135       | 1.101       | 1.034       | 1.007       | 964         | 341         |
| lfd. Zeitschriften elektronisch | 25.537      | 20.506      | 23.138      | 23.310      | 23.568      | 23.649      | 23.235      | 24.550      | 24.952      | 25.512      | 26.754      |
| Aktive Benutzer                 | 22.178      | 22.104      | 22.627      | 22.819      | 22.998      | 22.075      | 21.776      | 17.433      | 16.918      | 18.308      | 23.598      |
| Erwerbungsausgaben              | 3.159.058 € | 3.497.031 € | 3.558.651 € | 3.557.687 € | 3.556.561 € | 3.660.372 € | 2.920.517 € | 3.040.189 € | 3.135.974 € | 3.185.509 € | 2.300.000 € |
| Ausleihen und Verlängerungen    | 891.000     | 891.000     | 602.496     | 518.406     | 486.106     | 568.741     | 561.212     | 535.785     | 499.382     | 139.590     | 32.484      |
| Bibliotheksbesuche              | 887.543     | 868.446     | 894.649     | 907.895     | 905.482     | 904.814     | 908.550     | 911.633     | 899.628     | 194.010     | 123.837     |

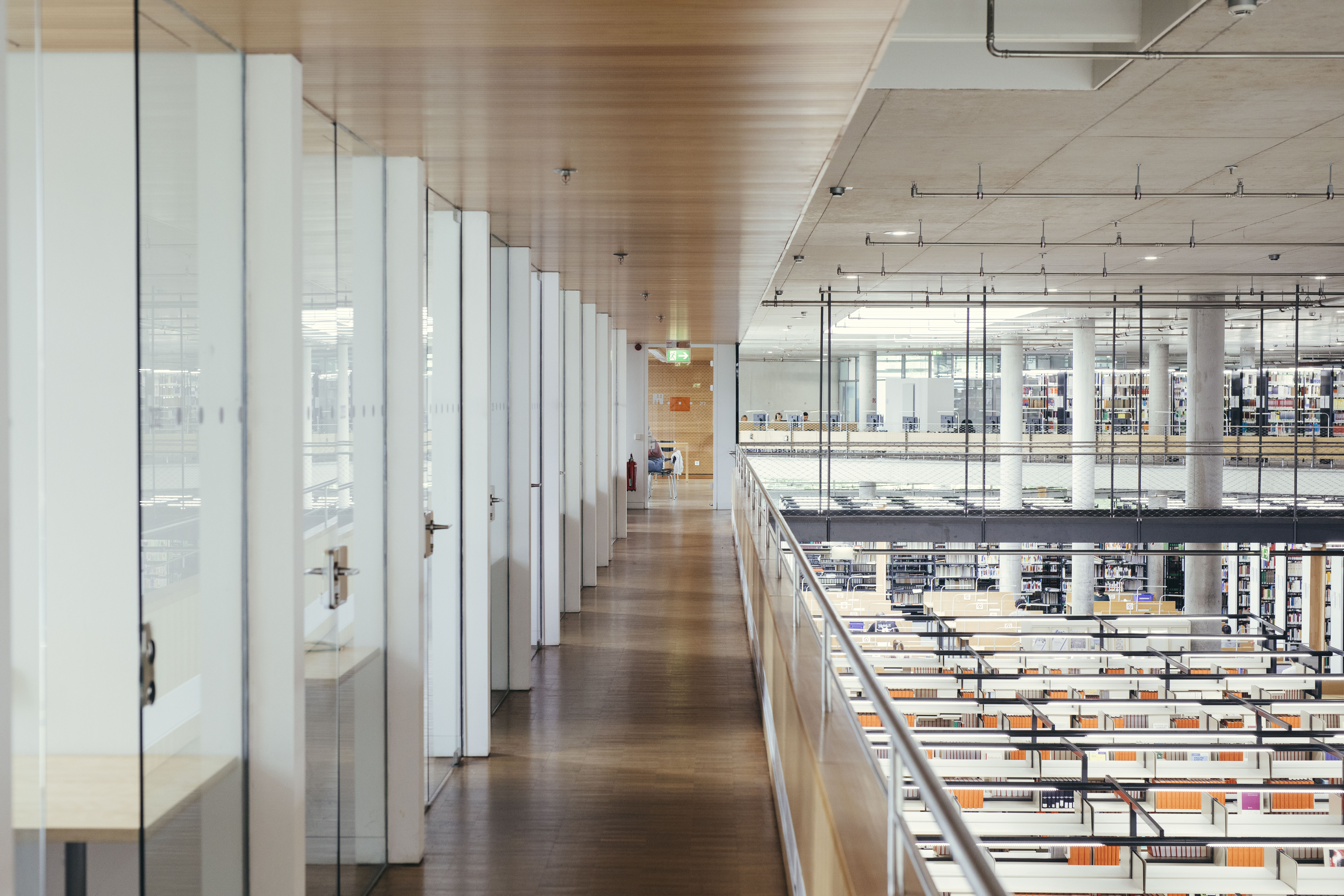
Carrels im 2. Obergeschoss

Das Zentralgebäude der UB Magdeburg bietet 690 Leseplätze, welche im ganzen Gebäude verteilt sind. Einen zentralen Lesesaal gibt es nicht. Die Bibliothek verfügt außerdem über drei Gruppenarbeitsräume sowie 60 Einzelarbeitsräume (Carrels). Letztere können von den Nutzern für einen Tag bzw. für einen Monat gemietet werden. In einem speziellen Sehbehindertenarbeitsraum mit Braillezeile können auch Sehbehinderte an einem Computer arbeiten.

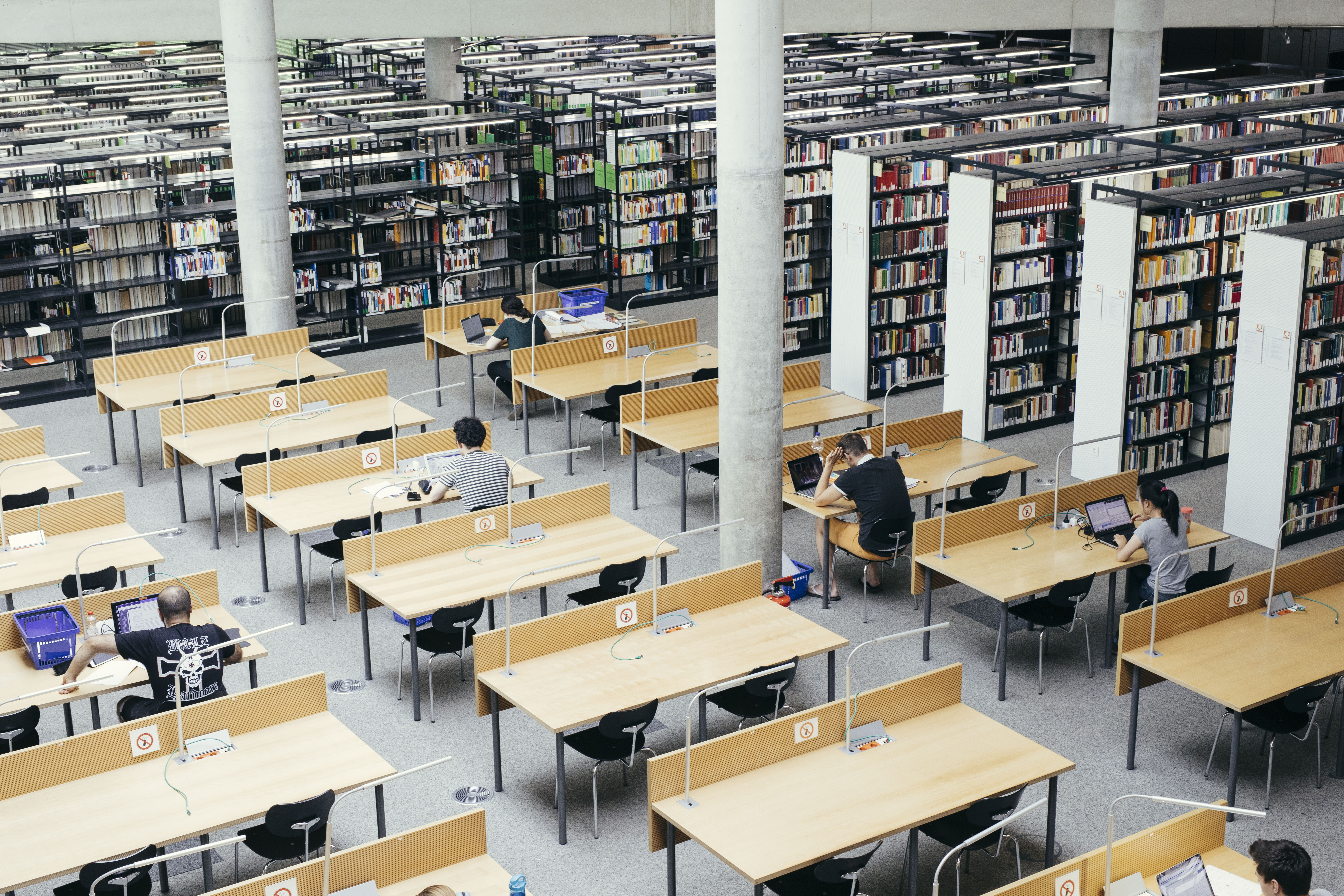
Leseplätze im 1. Obergeschoss

Jeder Leseplatz ist mit Strom- und Datenanschluss ausgestattet. Zusätzlich wird der gesamte Benutzungsbereich mit WLAN abgedeckt. Auf 150 Arbeitsplätzen sind außerdem Computer eingerichtet. Sie ermöglichen es auch Nutzern ohne eigenen Rechner, Recherchen im Internet durchzuführen sowie Dateien auf einem eigenen Account zu speichern und zu bearbeiten.
Gestützt auf die besonderen architektonischen Voraussetzungen des Zentralgebäudes verfolgt die UB das Konzept des Lernorts als einen wichtigen Arbeitsschwerpunkt. Das Gebäude bietet wie nur wenige Bibliotheksgebäude besondere Lese- und Lernarbeitsplätze, die sich vor allem durch ihre insulare Struktur auszeichnen. Zum Lernraumkonzept der UB gehört auch die konsequente Ausrichtung ihrer Teaching Library-Angebote auf dem gesamten Prozess des studentischen Lernens und Wissensaufbaus, was auch Kursangebote zu Textverarbeitungs-, Präsentations- und Literaturverwaltungssoftware, Daten-Recherche ebenso einschließt wie bibliometrische oder Schreibberatungsangebote, wofür sie u. a. 1 Mal pro Semester die „Langen Nächte des wissenschaftlichen Arbeitens“ organisiert.
Auf allen Ebenen gibt es mindestens einen Kopierraum. Die Kopiergeräte dienen außerdem als Drucker für Dokumente, die von den Rechnern im Bibliotheksnetz abgesendet werden, und als Scanner.
Literaturauskünfte werden an den sechs Informationstheken (mindestens eine pro Ebene) erteilt. Die Ausleihtheke befindet sich im Erdgeschoss neben dem Ausgang. Zusätzlich stehen drei Selbstverbuchungsautomaten zur Verfügung. Über die Fernleihe kann Literatur, die sich nicht im Bestand der Bibliothek befindet, aus anderen Bibliotheken bestellt werden. Die Universitätsbibliothek der Otto-von-Guericke-Universität ist dem Gemeinsamen Bibliotheksverbund (GBV) angeschlossen und führt das Sigel Ma 9.

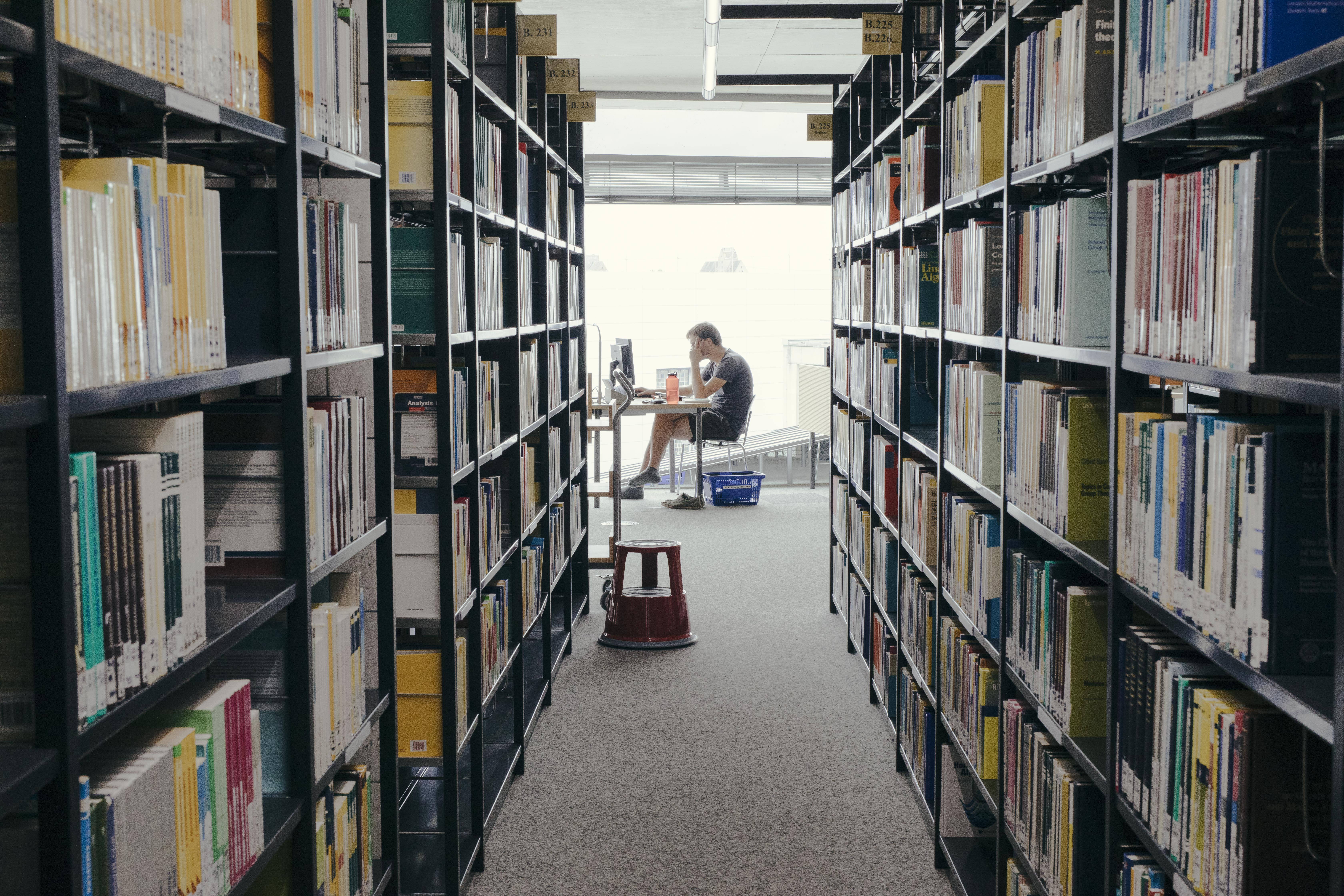
Leseplatz im Bereich Mathematik

Den Studierenden der Otto-von-Guericke-Universität dient der Studentenausweis gleichzeitig als Nutzerausweis. Für alle Universitätsangehörigen ist die Anmeldung kostenlos. Externe Nutzer müssen bei der Anmeldung eine einmalige Gebühr für den Nutzerausweis entrichten. Dieser Ausweis enthält einen RFID-Chip. Dadurch fungiert er zusätzlich als elektronischer Schlüssel für die Schließfächer der Garderobe und – sofern Geld aufgeladen wurde – als Bezahlmöglichkeit für die Kopierer.

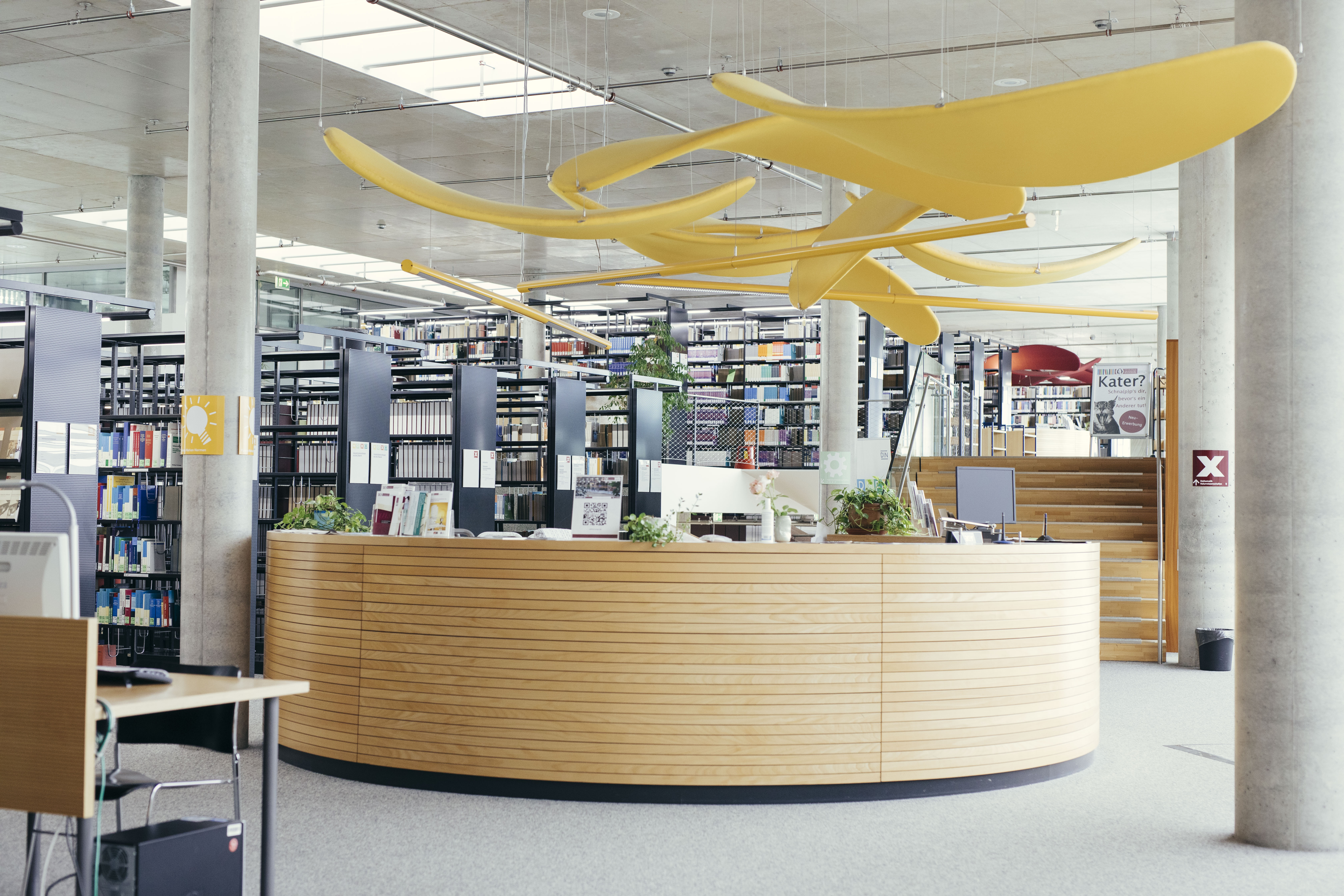
Theke des Patentinformationszentrums

In das Gebäude integriert sind ein Patentinformationszentrum und eine DIN-Auslegestelle. Die Nutzer haben hier unter anderem die Möglichkeit, Recherchen zu Patenten, Marken und Geschmacksmustern in Auftrag zu geben oder mit Unterstützung der Mitarbeiter selbst durchzuführen. Einmal wöchentlich kann außerdem eine kostenlose Erfindererstberatung durch Patentanwälte aus der Region in Anspruch genommen werden. Die DIN-Auslegestelle bietet Einsichtnahme in einen Großteil der existierenden DIN-Normen (online und in Papierform) an. Zusätzlich steht unter anderem eine vollständige TGL-Sammlung zur Verfügung.
Die Bibliothek ist regulär montags bis samstags geöffnet und kommt auf mehr als 300 Öffnungstage im Jahr und 85 Öffnungsstunden wöchentlich. In den Abendstunden (wochentags ab 19:00 Uhr bis zur Schließung um 23:00 Uhr) übernehmen studentische Hilfskräfte die Nutzerbetreuung. Während der Prüfungszeiten gibt es auch Sonntagsöffnungen und verlängerte Öffnungszeiten am Wochenende.
Das Auffinden der einzelnen Fachbereiche in der Bibliothek wird durch ein Farbkonzept und Wegweiser in Form von Piktogrammen erleichtert. Über den Informationstheken hängen beispielsweise Stoffsegel in der Farbe des jeweils zugehörigen Bereichs.

## Organisation der Bibliothek
Der Organisationsaufbau ist gemäß ihrem konservativen Leistungsprofil klassisch in drei Abteilungen gegliedert: Medienbearbeitung (v. a. Lizenzmanagement, Medienerwerbung und Medienerschließung, Open-Access-Publikationsberatung bzw. -unterstützung), IT-Bibliotheksanwendungen und Benutzung (bezeichnet als „Informationsdienste und Digitale Services“). Eine Besonderheit ist das Patentinformationszentrum und der Normen-Infopoint, beides ist als eine einzige Organisationseinheit Bestandteil der Bibliothek. Seit Beginn einer neuen Bibliotheksleitung (2021) ist das Management der Bibliothek an den Prinzipien des Controllings ausgerichtet worden. In der Bibliothek arbeiten fast 70 Personen, inkl. Medizinische Zentralbibliothek. Dazu gehören auch insgesamt sechs Auszubildende für den Beruf „Fachangestellte/r für Medien- und Informationsdienste“ (FaMI).

## Gebäude

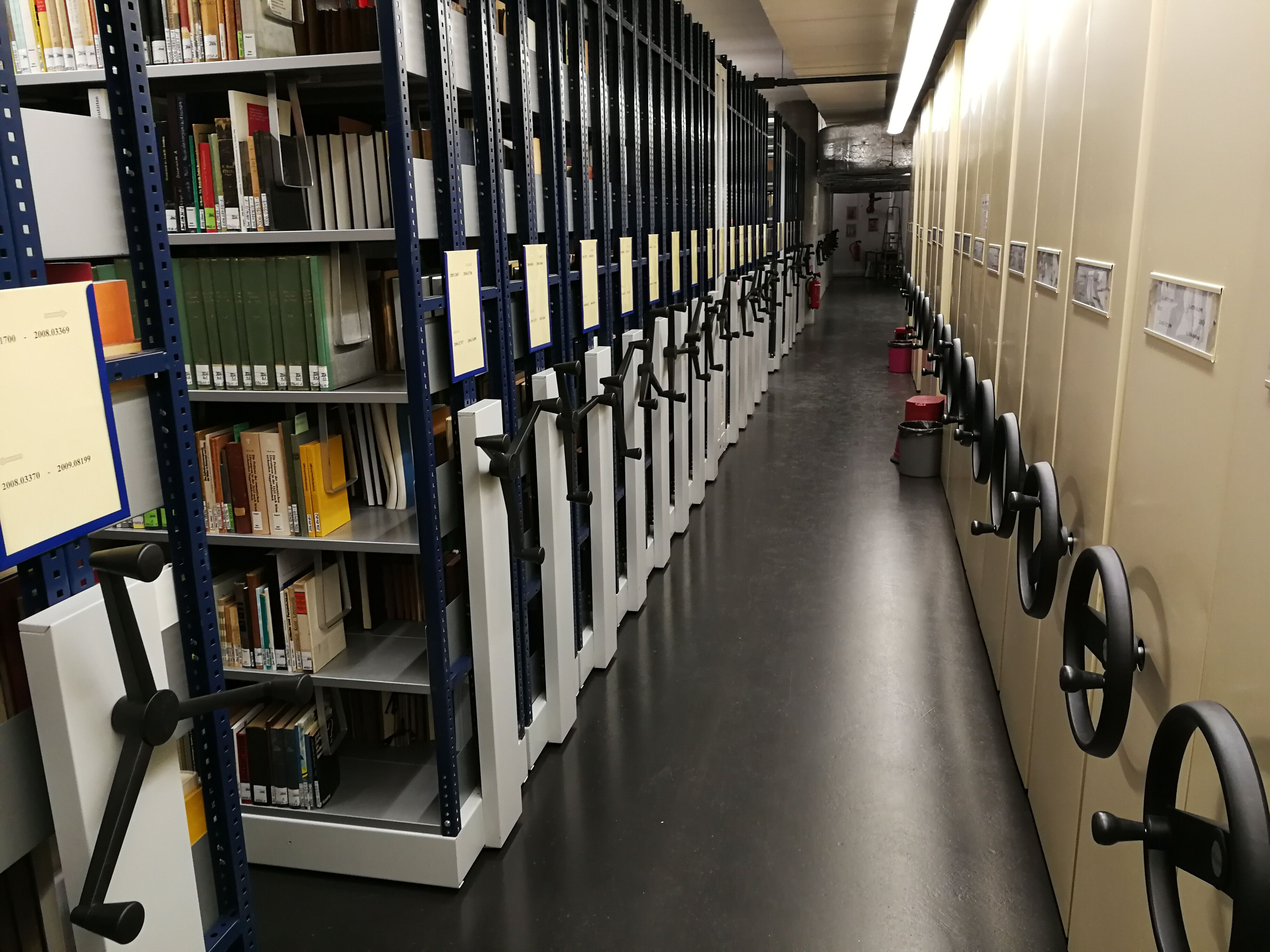
Magazin

Der Neubau der Universitätsbibliothek wurde vom Stuttgarter Architekturbüro Auer+Weber+Assoziierte realisiert. Der Baubeginn war 1999, die Grundsteinlegung erfolgte am 24. Mai 2000 und am 17. Juli 2001 wurde das Richtfest gefeiert. Die offizielle Inbetriebnahme des Baus fand am 1. Oktober 2003 statt. Es entstand eine Nutzfläche von 10.200 m², von denen 8.250 m² auf den Benutzungsbereich entfallen.
Der Entwurf des Gebäudes folgt dem Prinzip der Faltung eines polygonalen Bandes. Die Geschossdecken und Teile der Außenwände wurden in Sichtbeton ausgeführt. Der Großteil der Fassade besteht jedoch aus Glasflächen. Auch im Inneren der Bibliothek dominieren die Materialien Beton und Glas sowie Holz.
Der Grundriss der Bibliothek bildet ein Trapez mit einer Länge von ca. 100 m. Die Breite verschmälert sich von ca. 100 m auf ca. 50 m. Aufgrund des Faltungsprinzips erstrecken sich die einzelnen Geschossdecken nicht über die gesamte Grundrissfläche. Das Gebäude hat drei Obergeschosse und ist teilunterkellert. Im Untergeschoss befinden sich die Schließfächer für die Nutzer sowie Teile des Geschäftsgangs und das Tiefenmagazin (825 m²). Dank Abböschung des umliegenden Geländes erhalten auch die Büros im Untergeschoss genügend Tageslicht.
Drei Erschließungskerne durchziehen die Bibliothek vertikal. Sie enthalten jeweils Aufzüge, Fluchttreppenhäuser und haustechnische Einrichtungen wie Versorgungskanäle, Steigleitungen etc.
Das Gebäude ist als Niedrigenergiehaus anzusehen. Durch die schwere Bauweise und die daraus resultierenden großen Speichermassen ist das Bauwerk thermisch relativ „träge“. Auf das Einbauen aktiver Kühlungsmöglichkeiten wurde daher weitestgehend verzichtet.

## Trivia
Im Sommer 2014 fanden im Gebäude der Universitätsbibliothek die Dreharbeiten für den dritten Fall des Polizeiruf 110 aus Magdeburg statt. Die Folge mit dem Titel „Eine mörderische Idee“ führte das Ermittlerduo Brasch (Claudia Michelsen) und Drexler (Sylvester Groth) letztlich ans Informatik-Institut der ansässigen Universität. Für einen Großteil der Handlung wurden die Räumlichkeiten der Universitätsbibliothek benutzt. Auch einige Außenaufnahmen zeigen das Gebäude und Orte der unmittelbaren Umgebung.